# Молдавија на Светском првенству у атлетици на отвореном 2013.
Молдавија је учествовала на Светском првенству у атлетици на отвореном 2013. одржаном у Москви од 10. до 18. августа једанаести пут, односно учествовала је под данашњим именом на свим првенствима од 1993. до данас. Репрезентацију Молдавније је  представљало четворо учесника (3 мушкарца и 1 жена) који су се такмичили у три тркачке дисциплине.
На овом првенству Молдавија није освојила ниједну медаљу, али су постигнута два лична рекорда сезоне.

## Учесници
| Мушкарци: - Јон Лукјанов — 3.000 м са препрекама - Роман Продијус — Маратон - Sergiu Ciobanu — Маратон | Жене: - Олесја Кожухари — 400 м |  |

## Резултати

### Мушкарци
| Атлетичар      | Дисциплина            | Лични рекорд | Квалификације  | Квалификације | Полуфинале | Полуфинале | Финале   | Финале       | Детаљи |
| Атлетичар      | Дисциплина            | Лични рекорд | Резултат       | Место         | Резултат   | Место      | Резултат | Место        | Детаљи |
| -------------- | --------------------- | ------------ | -------------- | ------------- | ---------- | ---------- | -------- | ------------ | ------ |
| Јон Лукјанов   | 3.000 м са препрекама | 8:18,97 НР   | 8:19,64 кв ЛРС | 5. у гр 1     |            |            | 8:19,99  | 10 / 76      |        |
| Роман Продијус | Маратон               | 2:12:31      |                |               |            |            | 2:29:08  | 45 / 50 / 70 |        |
| Sergiu Ciobanu | Маратон               | 2:15:27      | 2:34:17 ЛРС    | 47 / 50 / 70  |            |            |          |              |        |

### Жене
| Атлетичарка     | Дисциплина | Лични рекорд | Квалификације | Квалификације | Полуфинале            | Полуфинале            | Финале                | Финале      | Детаљи |
| Атлетичарка     | Дисциплина | Лични рекорд | Резултат      | Место         | Резултат              | Место                 | Резултат              | Место       | Детаљи |
| --------------- | ---------- | ------------ | ------------- | ------------- | --------------------- | --------------------- | --------------------- | ----------- | ------ |
| Олесја Кожухари | 400 м      | 52,00 НР     | 52,45         | 6. у гр. 1    | Није се квалификовала | Није се квалификовала | Није се квалификовала | 26 / 35(36) |        |